# Gnaeus Cornelius Cossus (Konsulartribun 406 v. Chr.)
Gnaeus Cornelius Cossus entstammte dem Geschlecht der Cornelier und amtierte während der älteren Römischen Republik 406, 404 und 401 v. Chr. als Konsulartribun.

## Leben
Laut der Filiationsangabe der Fasti Capitolini führte der Vater des Gnaeus Cornelius Cossus das Praenomen Publius und sein Großvater das Pränomen Aulus. Der Vater ist möglicherweise mit dem Konsulartribunen von 415 v. Chr., Publius Cornelius Cossus, zu identifizieren.
Gnaeus Cornelius Cossus war dreimal Konsulartribun, zuerst 406 v. Chr. Er soll in diesem Jahr mit der Führung der Geschäfte in Rom beauftragt worden sein, während seine Amtskollegen gegen die Volsker gezogen seien. Sein zweites Konsulartribunat bekleidete er 404 v. Chr. und sein drittes schließlich 401 v. Chr. In seinem letzten Tribunat fiel er plündernd in das Territorium der mit Veji verbündeten etrurischen Stadt Capena ein (diese lag in der Nähe der heutigen gleichnamigen Stadt). 400 v. Chr. soll er, ein Patrizier, laut einer wohl vom römischen Annalisten Gaius Licinius Macer überlieferten Version seinem plebejischen Halbbruder Publius Licinius Calvus Esquilinus durch seinen Einfluss zur Wahl zum Konsulartribunen verholfen haben.